# Bohuslav Sobotka

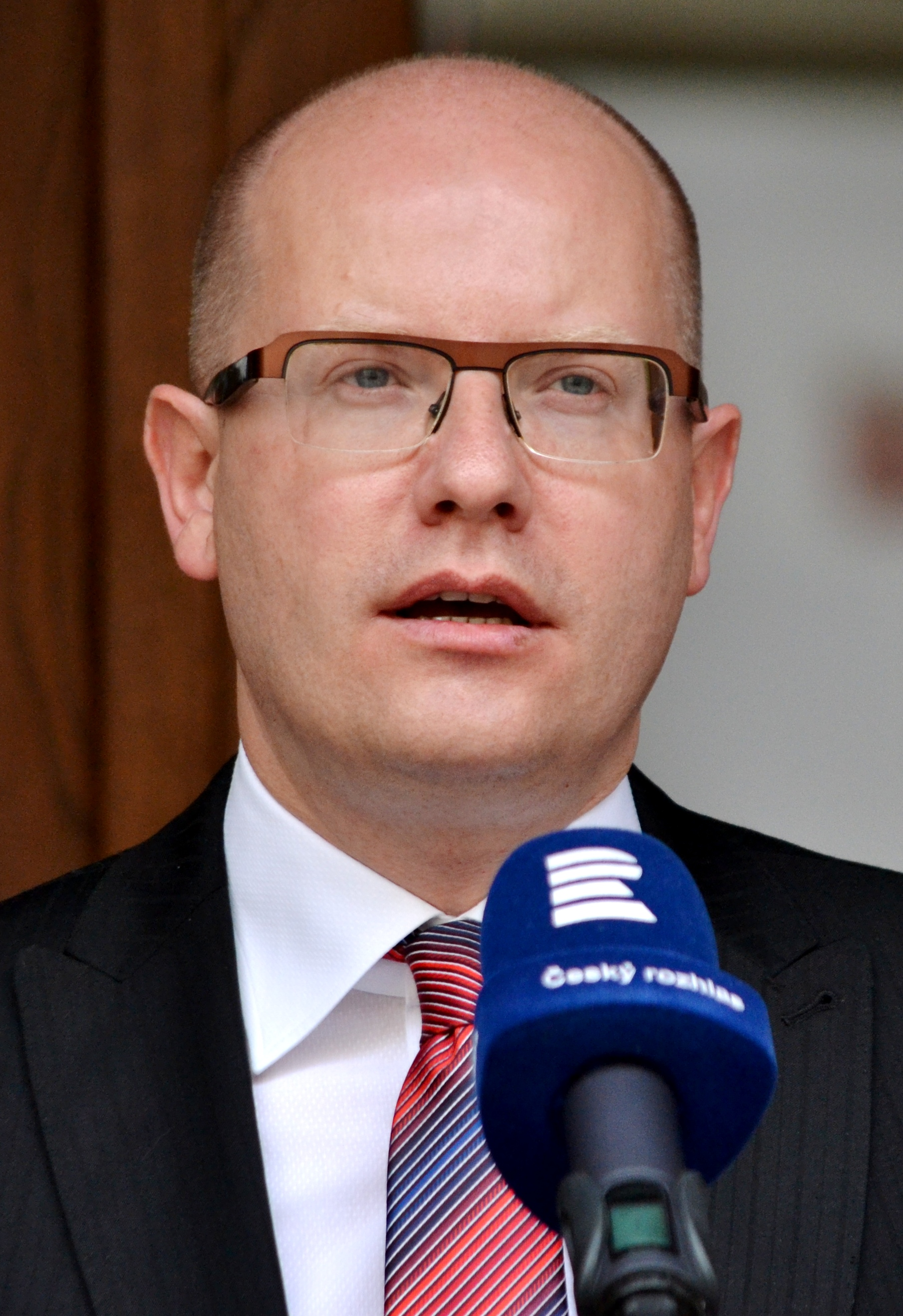
Bohuslav Sobotka (2015)

Bohuslav Sobotka (* 23. Oktober 1971 in Telnice u Brna) ist ein tschechischer Politiker. Er war von 2002 bis 2006 Finanzminister, von 2011 bis 2017 Vorsitzender der Partei ČSSD und von Januar 2014 bis Dezember 2017 Ministerpräsident Tschechiens.

## Biographie
In den Jahren 1985–1990 besuchte er das Gymnasium in Bučovice und 1990–1995 die Rechtsfakultät der Masaryk-Universität in Brünn. Von 1989 bis 2021 war er Mitglied der ČSSD.
Seine Interessen gelten auch der Geschichte, dem Reisen, dem Film und Science-Fiction-Literatur. Er ist verheiratet und hat zwei Söhne.

## Politische Tätigkeit
1996 wurde er das erste Mal ins Tschechische Parlament gewählt, das zweite Mal in der Legislaturperiode 1998–2002. In den Jahren 1996–1998 war er Mitglied des Mandats- und Immunitätsausschusses, 1998–2001 Vorsitzender des Unterausschusses für Finanz- und Kapitalmärkte sowie des Staatshaushaltsausschusses.
Von Mai 2001 bis Juli 2002 fungierte er als Fraktionsvorsitzender der ČSSD-Fraktion und Vorsitzender der vorübergehenden Kommission des Abgeordnetenhauses für die Rentenreform. Seit November 1998 ist er Mitglied des Stadtrates in Slavkov u Brna (Austerlitz). In der Zeit vom 15. Juli 2002 bis 4. August 2004 hatte er die Funktion des Finanzministers in der Regierung seines Parteikollegen Vladimír Špidla inne, diesen Posten behielt er in der folgenden Regierung von Stanislav Gross. Im Oktober 2003 wurde er von Gross zusätzlich zum stellvertretenden Regierungschef ernannt, verantwortlich für die Reform der öffentlichen Finanzen. Am 25. April 2005 wurde er in der Regierung Paroubek wiederum zum Finanzminister ernannt.
Nachdem die ČSSD die Regierungsverantwortung im September 2006 abgeben musste, wurde Sobotka Mitglied des Schattenkabinetts des Oppositionsführers Jiří Paroubek und wurde Vorsitzender des Finanzausschusses des tschechischen Abgeordnetenhauses. Zum 1. Januar 2009 übernahm er wieder den Fraktionsvorsitz der ČSSD-Fraktion. Nach dem schlechten Abschneiden der Sozialdemokraten bei den Parlamentswahlen in der Tschechischen Republik 2010 am 29. Mai und dem Rücktritt des Vorsitzenden Paroubek übernahm Sobotka als 1. Stellvertreter des Vorsitzenden kommissarisch die Leitung der Partei. Am 18. März 2011 wurde er am Parteitag in Brno zum Vorsitzenden der Partei gewählt. Am 15. März 2013 wurde er auf einem Parteitag mit rund 84 % der Delegiertenstimmen in seinem Amt bestätigt.
Nach erfolgreicher Abwehr eines Versuches um seine politische Entmachtung, die aus den Reihen seiner Opponenten in der Führung der ČSSD nach den Parlamentswahlen im Oktober 2013 mit Unterstützung des Staatspräsidenten Miloš Zeman gestartet worden war, wurde Sobotka von Zeman am 12. November 2013 mit der Bildung einer neuen tschechischen Regierung beauftragt. Am 17. Januar 2014 wurde er vereidigt und am 29. Januar sein Kabinett angelobt, eine Dreierkoalition mit Andrej Babišs populistischer Partei ANO und der christdemokratischen KDU-ČSL.
Nach Steuerbetrugsvorwürfen gegen seinen Finanzminister Andrej Babiš kündigte Sobotka am 2. Mai 2017 seinen Rücktritt an. Dieses zog er drei Tage später wieder zurück, stattdessen wolle er auf die Absetzung von Babiš hinwirken. Am 14. Juni 2017 trat Sobotka als Parteichef der ČSSD zurück und verzichtete auch auf die Spitzenkandidatur für die Abgeordnetenhauswahl 2017, blieb jedoch bis zum Amtsantritt seines Nachfolgers Andrej Babiš Regierungschef.